# Bo Bakke
Bo Sven Sune Bakke (* 3. Mai 1955 in Göteborg) ist ein norwegischer Curler und Olympiasieger
Sein internationales Debüt hatte Bakke bei der Weltmeisterschaft 1983 in Regina, wo er die Bronzemedaille gewann. 
Bakke spielte als Lead der norwegischen Mannschaft bei den XV. Olympischen Winterspielen 1988 in Calgary im Curling. Die Mannschaft von Skip Eigil Ramsfjell gewann die olympische Goldmedaille nach einem 10:2-Sieg im Finale gegen die Schweiz um Skip Hansjörg Lips. Da Curling damals noch eine Demonstrationssportart war, besitzt die Medaille keinen offiziellen Status.

## Erfolge
- 1. Platz Olympische Winterspiele 1988 (Demonstrationswettbewerb)
- Weltmeister 1984, 1988
- 2. Platz Europameisterschaft 1987
- 3. Platz Weltmeisterschaft 1983, 1987, 1989